# 점프엔터테인먼트
점프 엔터테인먼트(Jump Entertainment)는 대한민국의 연예 기획사이다.

## 현재 소속 연예인
- 연우진
- 사강
- 이승준

## 과거 소속 연예인
- 김광규
- 길은혜
- 이혜은
- 서현진
- 손은서
- 조미령
- 서지혜